# 1844 год в истории железнодорожного транспорта
1844 год в истории железнодорожного транспорта

## События
- 7 февраля — Юго-Восточная железная дорога в Великобритании официально открыта от Лондона до Дувра.[1]
- 29 марта — Пневматическая железная дорога открыта от Кингстауна (Дан-Лэаре) и Доки в Ирландии.
- 6 мая — картина Дж. М. У. Тернера «Дождь, пар и скорость — Большая Западная Железная дорога» впервые выставляется в Королевской Академии в Лондоне.
- 10 мая — Мидлендская железная дорога (англ. Midland Railway) образована путём слияния дорог en:Midland Counties Railway, en:North Midland Railway и en:Birmingham and Derby Junction Railway.
- 5 июня — Открытие первой железной дороги в Швейцарии, из Базеля в Сент-Людвиг (ныне Сен-Луи, Верхний Рейн) во Франции (6,4 км).
- 9 августа — в Великобритании, Закон о регулировании железных дорог 1844 г. (англ. the Railway Regulation Act 1844, официально: Закон о создании условий для строительства будущих железных дорог, англ. An Act to attach certain Conditions to the Construction of future Railways) вводит требование, чтобы каждая железнодорожная компания отправляла по меньшей мере один пассажирский поезд в сутки в обоих направлениях по всей длине каждой из своих линий, останавливающийся на каждой станции. Максимальный тариф для поездок на этих поездах фиксируется на одном пенни за милю (1,6 км), а вагоны, используемые на этих поездах должны обеспечивать сидячие места и защиту пассажиров от погодных условий.
- 5 сентября — во Франции, Жан-Клод-Републикэн Арно подписывает с Министерством общественных работ концессионное соглашение железной дороги между Парижем и Sceaux.
- Октябрь — Элиэзер Лорд сменяет Горацио Аллена на третий срок в качестве президента железной дороги Эри.
- 20 октября — во Франции, концессия линии железной дороги Амьен — Булонь вручается Чарльзу Лаффиту, Блаунт и Ко на 98 лет и 11 месяцев за свой счёт и риск, от имени железнодорожного общества Амьен-Булонь, с капиталом в 37500 тысяч франков.

## Персоны

### Родились
- 6 марта — Фредерик Дж. Кимболл, американский гражданский инженер, сыгравший важную роль в создании железной дороги Норфолк и Вестерн (ум. 1903).
- 21 мая — Адольф Клозе родился в Бернштадте (Саксония). Главный инженер путей сообщения Вюртемберге с 1887 по 1898 г., он изобрёл принцип гибкого каркаса, который получил его имя в 1884 году.
- 21 июня — Эрнест Ф. Камбье, бельгийский колониальный первопроходец, создавший первую железную дорогу в Конго (ум. 1909).
- 6 августа — Джеймс Генри Грэйтхэд, английский изобретатель туннельного щита, используемого для лондонского метро (ум. 1896).
- 21 октября — Альберта Алонсо Робинсон, вице-президент и генеральный менеджер железной дороги Atchison, Topeka and Santa Fe Railway, ум. 1918).